# Валуйський Семен Андрійович
Семен Андрійович Валуйський (рос. Семён Андреевич Валуйский; 10 лютого 1991, м. Тольятті, СРСР) — російський хокеїст, лівий нападник. Виступає за «Лада» (Тольятті) у Континентальній хокейній лізі.
Вихованець хокейної школи «Лада» (Тольятті). Виступав за «Лада-2» (Тольятті), «Лада» (Тольятті), «Ладья» (Тольятті), «Торпедо» (Нижній Новгород), ХК «Саров», «Металург» (Новокузнецьк).
У чемпіонатах КХЛ — 316 матчів (44+63), у плей-оф — 8 матчів (1+2).
У складі молодіжної збірної Росії учасник чемпіонату світу 2011.
Досягнення
- Переможець молодіжного чемпіонату світу (2011).